# Onnezies
Onnezies est une section de la commune belge de Honnelles, située en Région wallonne dans la province de Hainaut. C'était une commune à part entière avant la fusion des communes de 1977.

## Évolution démographique
- Sources : INS, Rem. : 1831 jusqu'en 1970 = recensements, 1976 = nombre d'habitants au 31 décembre.

## Histoire
Dans le passé, Onnezies a été le siège d'une seigneurie. Le 8 avril 1615, Étienne Maisent, seigneur d'Onnezies, Montigny, Rogeries et Haultbrugghe, bénéficie de lettres d'anoblissement. Également conseiller pensionnaire (conseiller juridique) de Mons, il a épousé la fille du seigneur de Bétisart (Bétissart?) et appartient à une ancienne bonne famille de Mons.

## Patrimoine et culture

### Monuments et sites remarquables
- Tour-colombier seigneurial : cette tour carrée en briques sur un haut soubassement de moellons date de la fin du XVIIe siècle ou du début du XVIIIe siècle et s’élève sur trois niveaux sous toit en pavillon avec petit bulbe à flèche. Ce colombier, classé au titre des monuments historiques, et le corps de bâtiment (fortement remanié) qui le jouxte sont des vestiges de la ferme de l’ancien château d’Onnezies, aujourd’hui disparu[4].
- Église paroissiale Saint-Pierre : cette église néogothique a été érigée en 1847 sur les bases d’un édifice du XVIe siècle dont subsiste le clocher gothique, fait de briques et de moellons, à trois niveaux, percé d’un portail ogival encadré de pierre calcaire et surmonté, au niveau suivant, d’une baie de même allure. L’église héberge à l’intérieur une statuaire nombreuse (dont une statue de saint Pierre en pierre blanche peinte remontant au XVe siècle) et des fonts baptismaux du XVIe siècle[5].
- Gare : sise aux confins des anciennes communes d’Angre et d’Onnezies, sur une voie de chemin de fer désaffectée (autrefois empruntée par Émile Verhaeren pour se rendre à sa résidence près du Caillou-qui-bique, et convertie en chemin de randonnée RAVeL), cette ancienne gare de la fin du XIXe siècle sert aujourd’hui d’habitation, mais a gardé, malgré quelques remaniements, son volume et son aspect général d’origine[6].

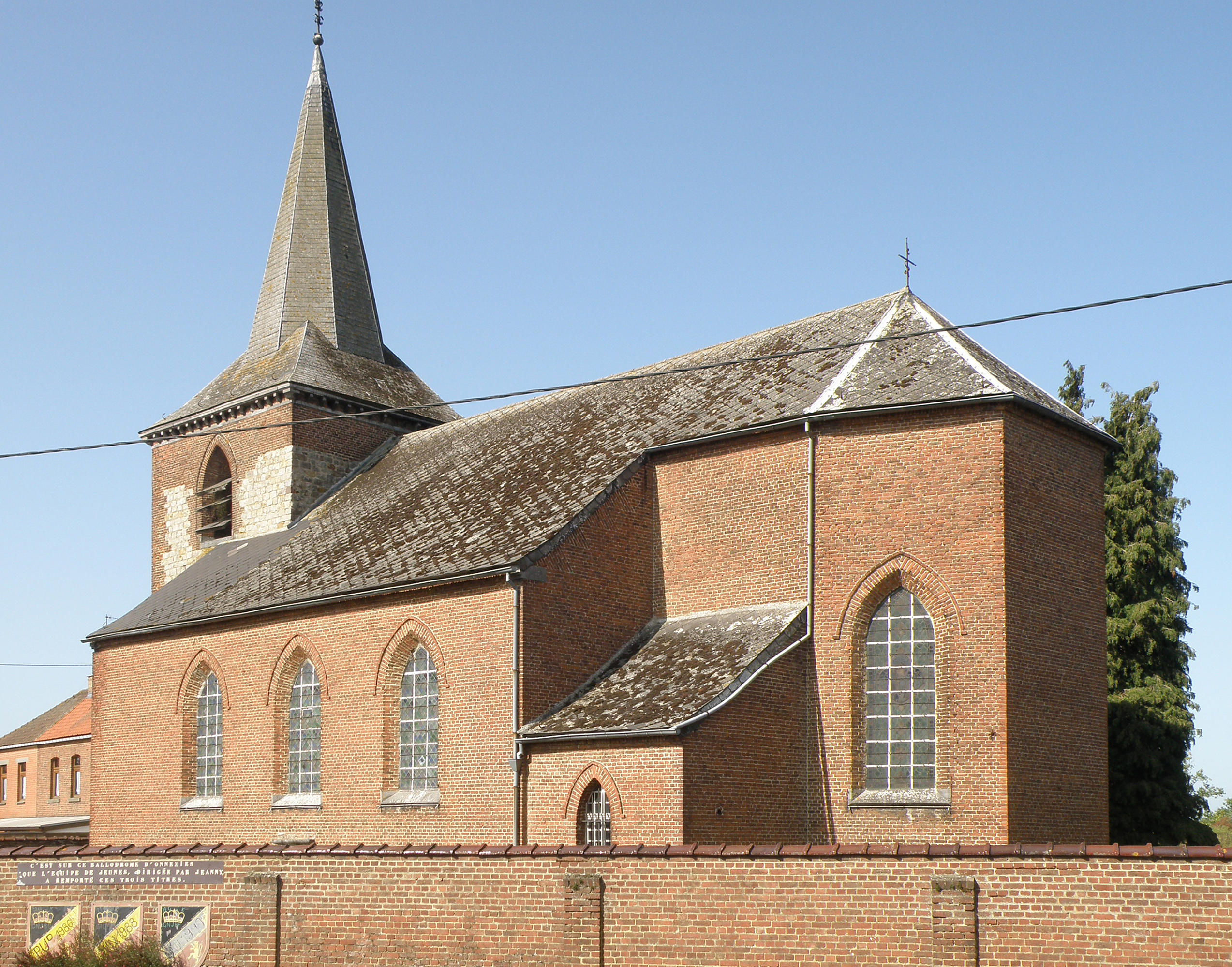
Église Saint-Pierre, nef et chevet.
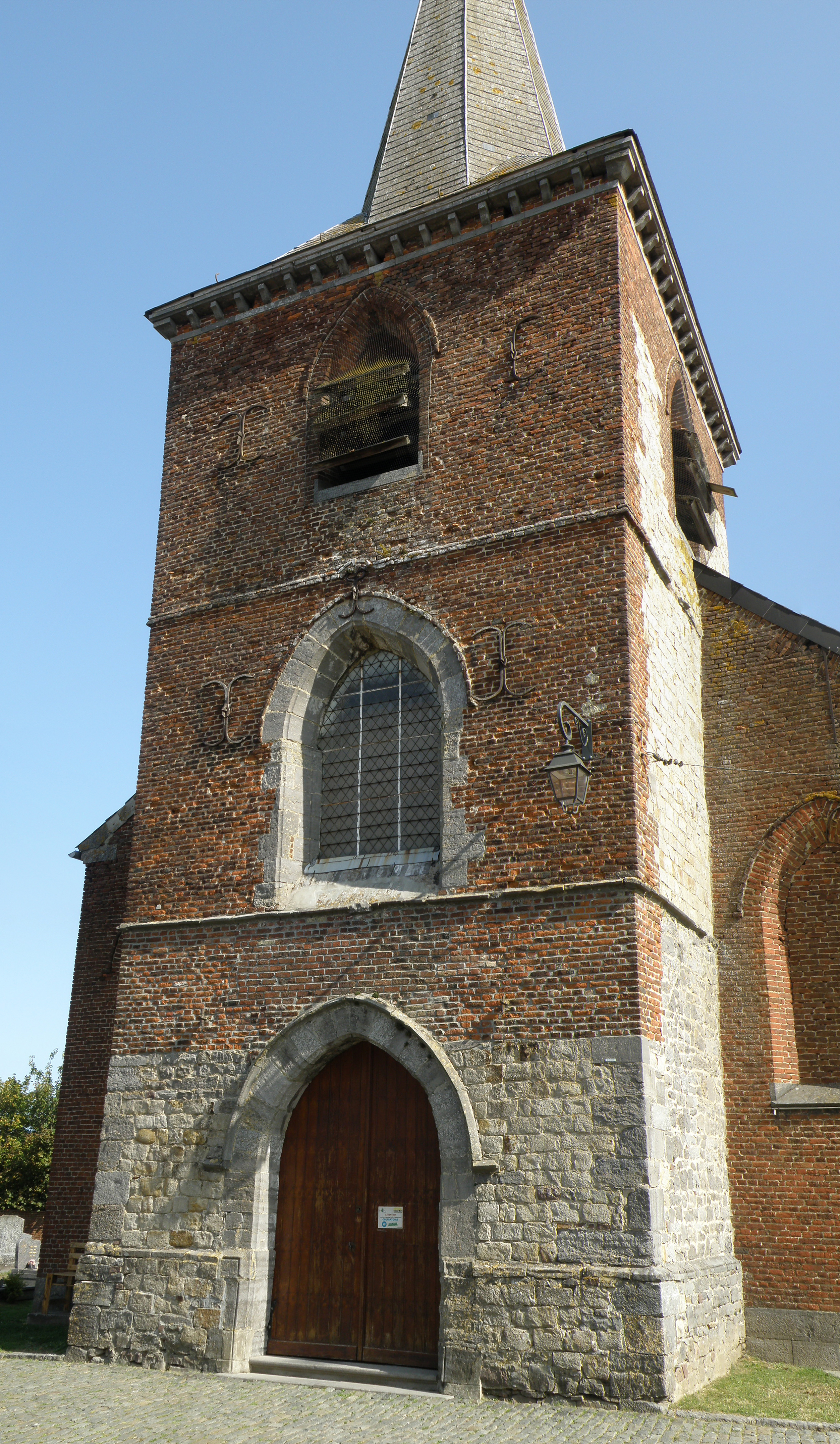
Église Saint-Pierre, clocher gothique (XVIe siècle).
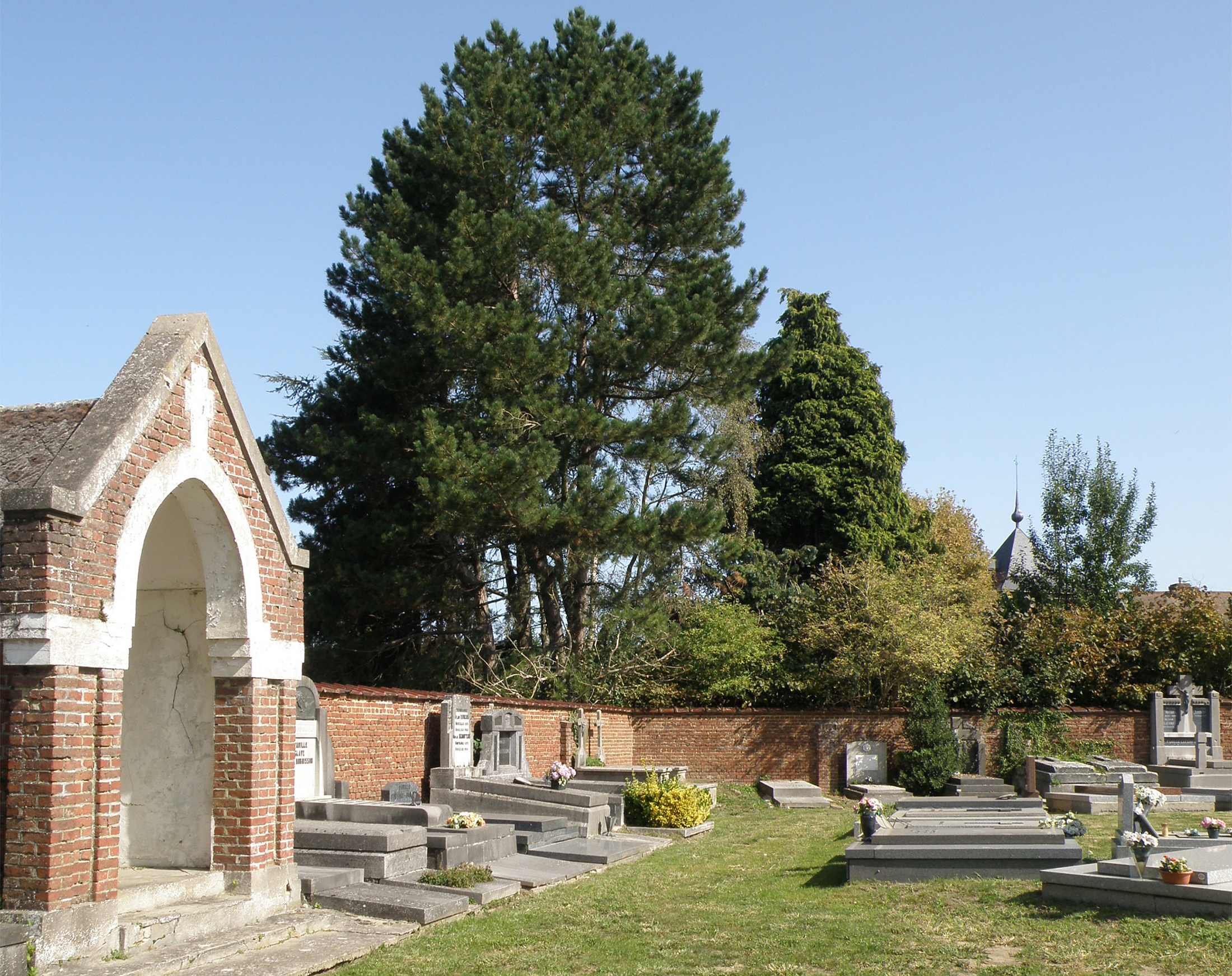
Cimetière, avec à gauche le calvaire. Remarquer à l’arrière-plan à droite, émergeant de derrière les arbres, le bulbe à flèche du colombier seigneurial.
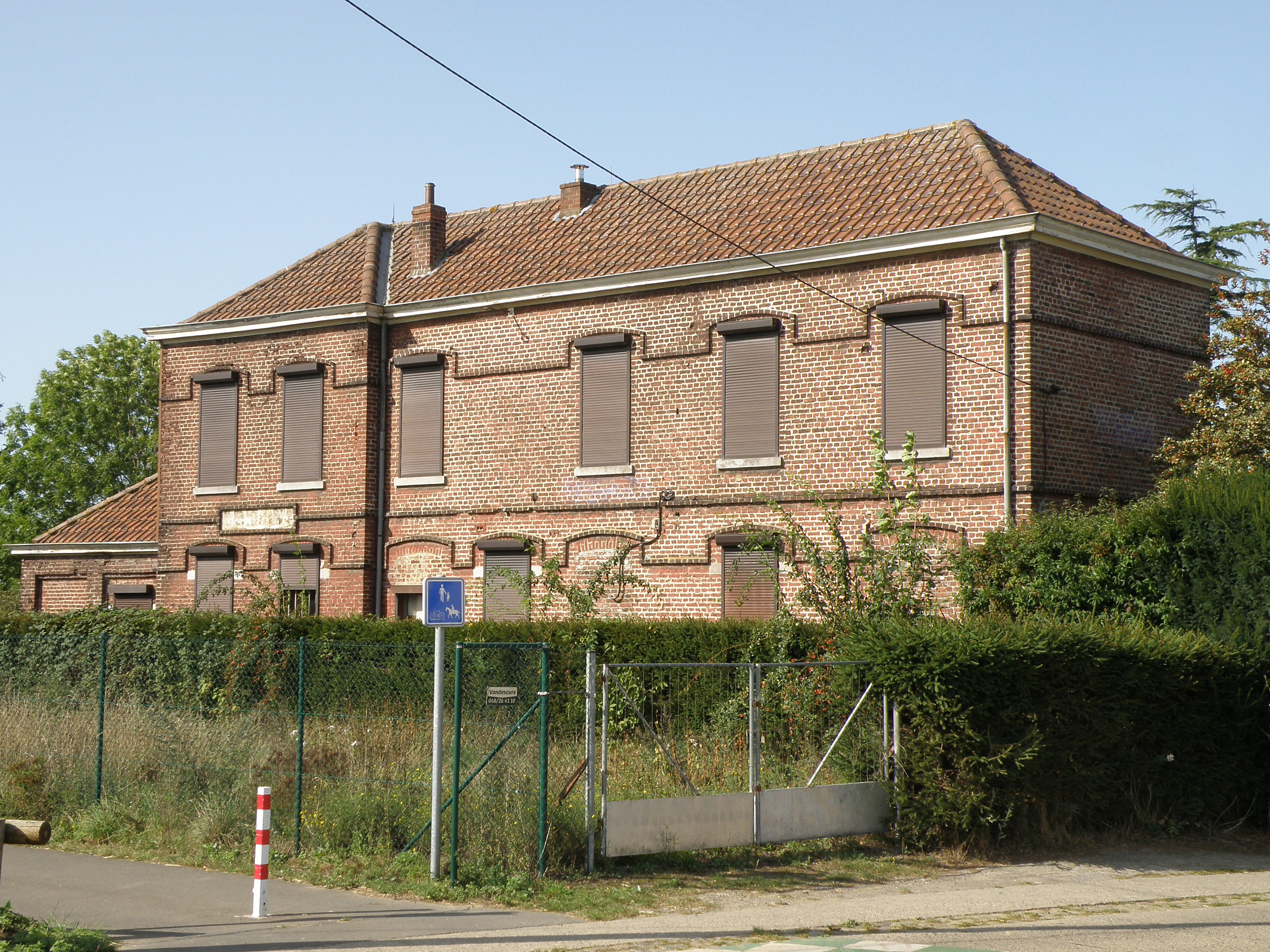
Gare d’Angre désaffectée, sur le territoire de l’ancienne commune d’Onnezies. À l’avant-plan à gauche : sentier RAVeL 98A.
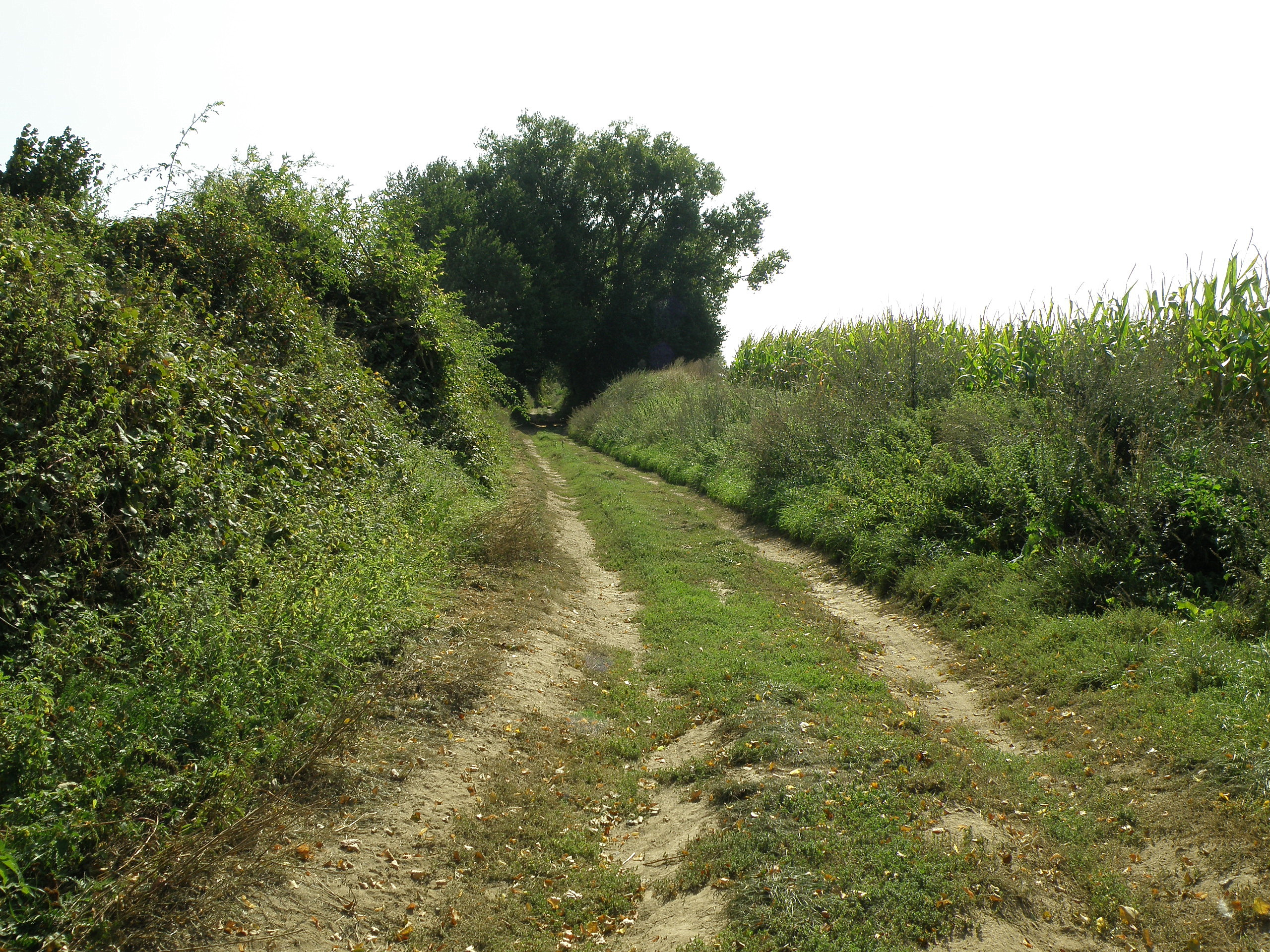
Tronçon champêtre de la « rue » de l’Abreuvoir.

Le village a conservé plusieurs fermes traditionnelles, dont en particulier :
- Rue de l’abreuvoir no 17-21 : cette ancienne ferme en quadrilatère des XVIIIe et XIXe siècles, située en face du site encore partiellement emmuré de l’ancien château d’Onnezies, présente à front de rue un porche-colombier flanquant le corps de logis. Ce dernier, millésimé de 1787 et disposé en majeure partie perpendiculairement à la voirie, est de style classique tournaisien ; bordant la cour, il se prolonge d’une imposante grange, puis, par retour d’équerre, d’autres dépendances[7].
- Rue Général Cochez no 8 : l’intérêt de cette ancienne ferme du XIXe siècle réside dans l’articulation et l’homogénéité du corps de logis et de l’aile d’étables, seules composantes restantes. La cour prend accès par une double entrée séparée par un pilastre de calcaire coiffé d’une pyramide à bulbe[8].
- Rue Général Cochez no 35 : cette ferme ancienne en ordre dispersé entièrement réaménagée se compose d’un corps de logis perpendiculaire daté de 1871 et de dépendances probablement de la fin du XVIIIe siècle, auxquels mènent des entrées charretière et piétonne entre deux lourds piliers. Le site comprend en outre un haut corps de bâtiment de style néo-classique sous toiture à croupes[9].
- Rue des Jonquilles no 1 : cette ferme semi-clôturée se compose de bâtiments des XVIIIe et XIXe siècles et offre sur la rue un front quasi aveugle et blanchi. Elle tire sa valeur d’ensemble de l’implantation souple et de l’articulation de ses volumes (dont une vaste grange rabaissée) ayant conservé pour la plupart des bâtières de tuiles anciennes. Le site est desservi par un large passage pavé traversant la cour. Le corps de logis est de tradition classique et marqué par l’emmarchement précédant la porte[10].
- Rue des Juifs no 4 : cette petite ferme semi-clôturée perpendiculaire à la voirie, autrefois couplée à une brasserie, comporte un ample corps de logis néo-classique de 1874, se prolongeant par un volume similaire reconverti en habitation et faisant face à une grange en long fermant la cour pavée[11].
- Rue des Juifs no 27 : cette ancienne ferme, sise à la sortie ouest du village, remonte au début du XIXe siècle et est accessible par un portail cantonné de pilastres de calcaire. Le site, dont les volumes sont en ordre dispersé autour d’une cour engazonnée, comprend notamment une grange et un corps de logis bas de tradition classique[12].

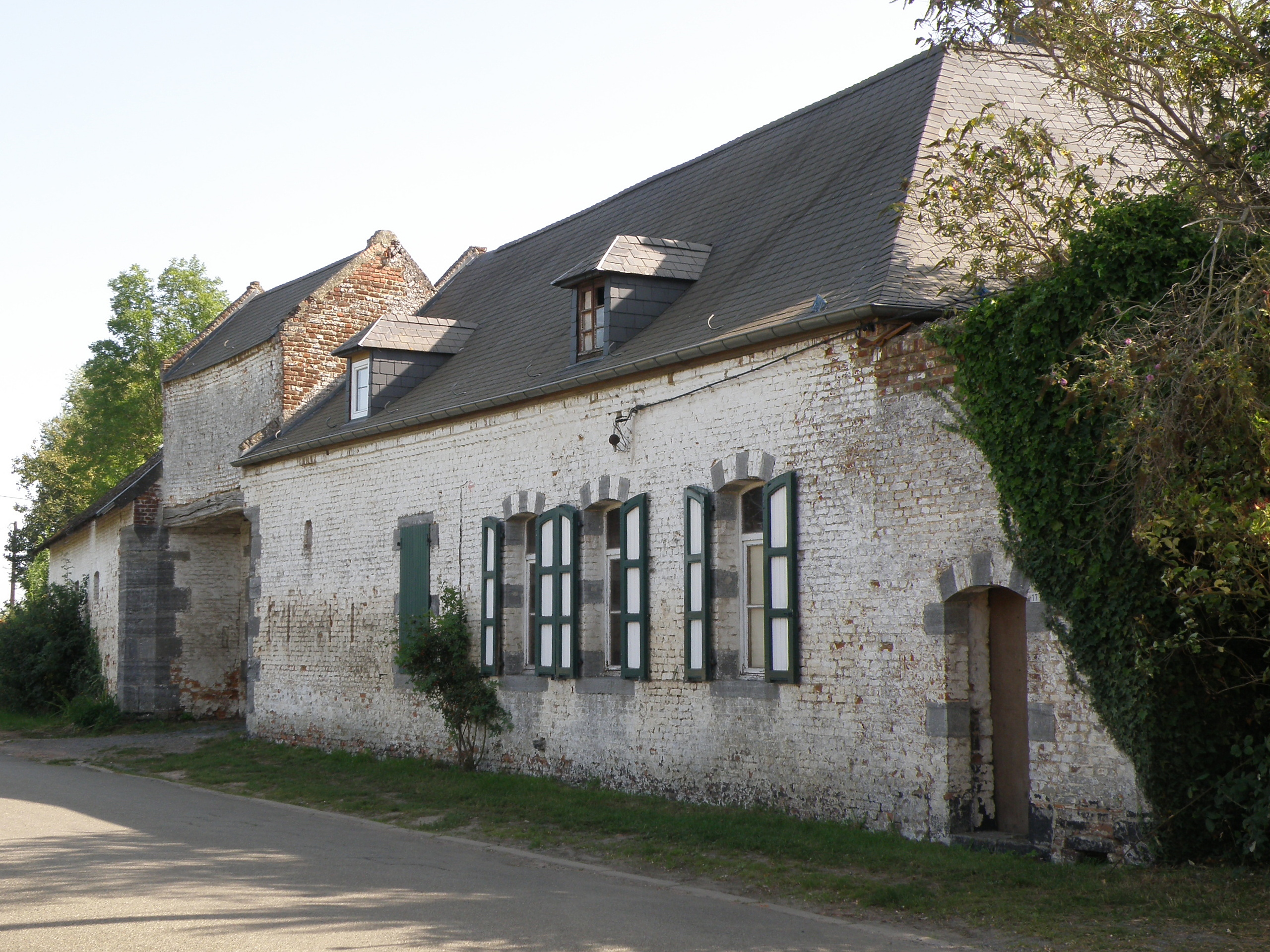
Ancienne ferme rue de l’Abreuvoir no 17-21.
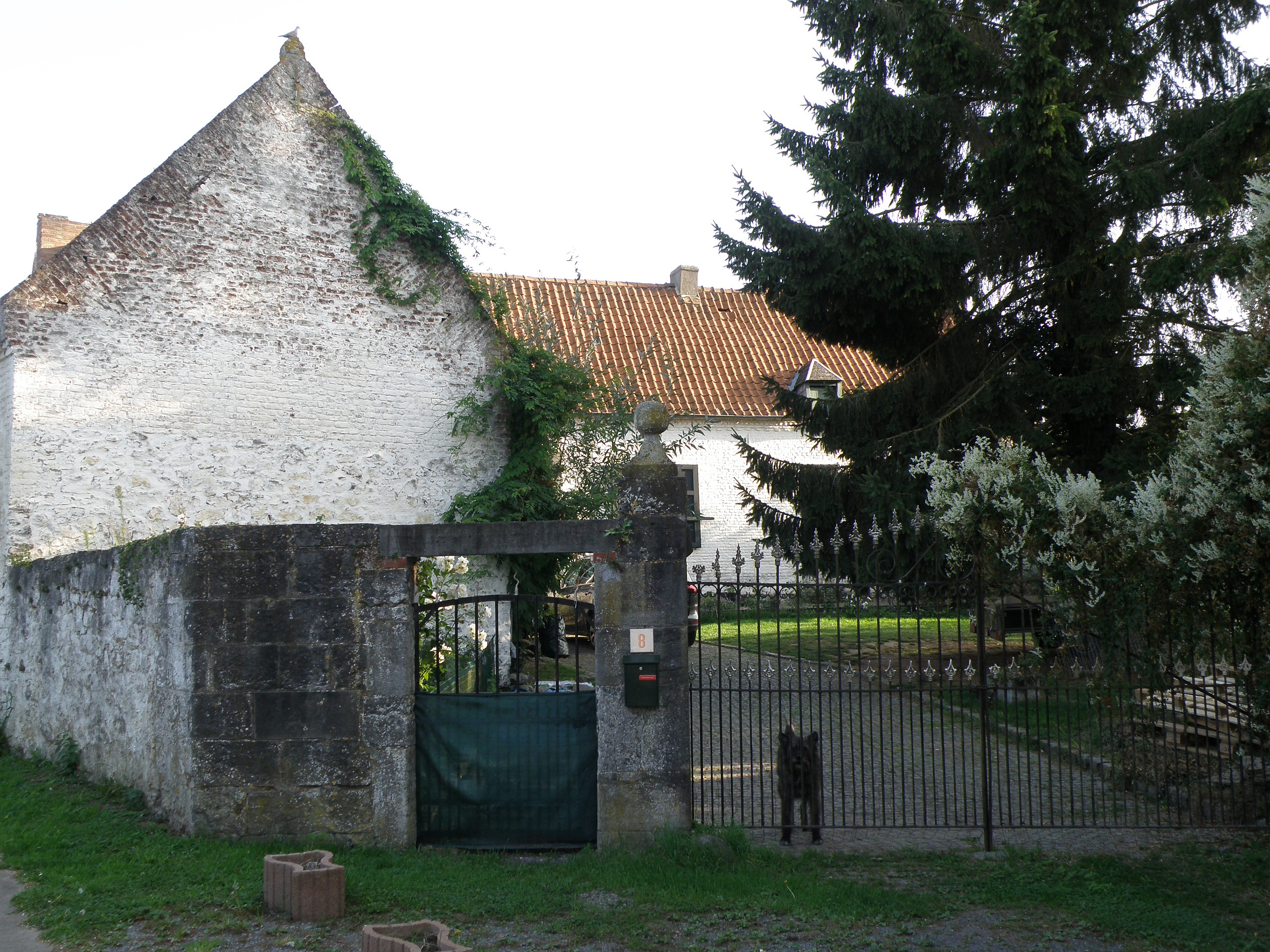
Grillage d’entrée de la ferme rue Général Cochez no 8.
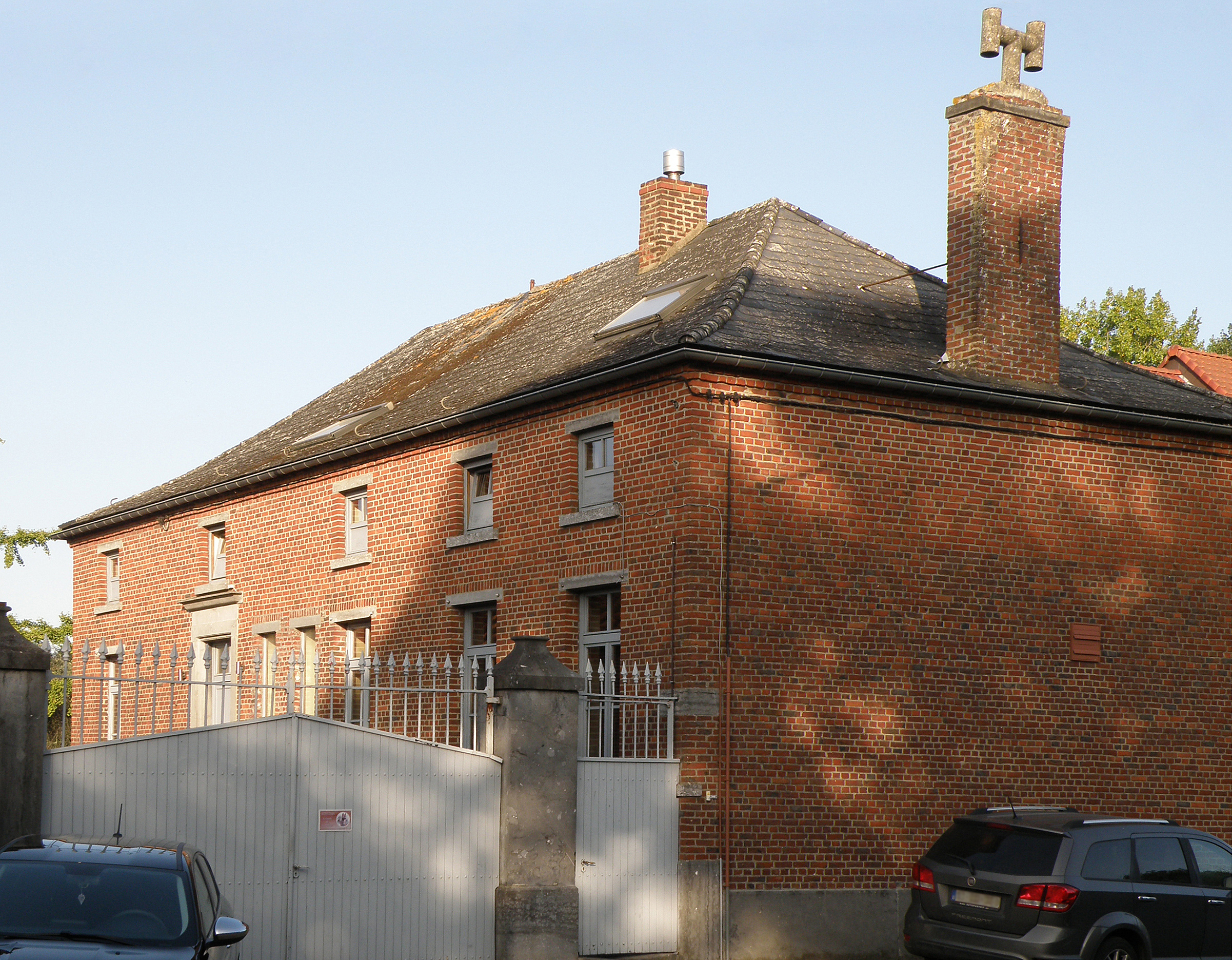
Portail d’entrée de la ferme rue Général Cochez no 35. À droite, forte bâtisse néo-classique.
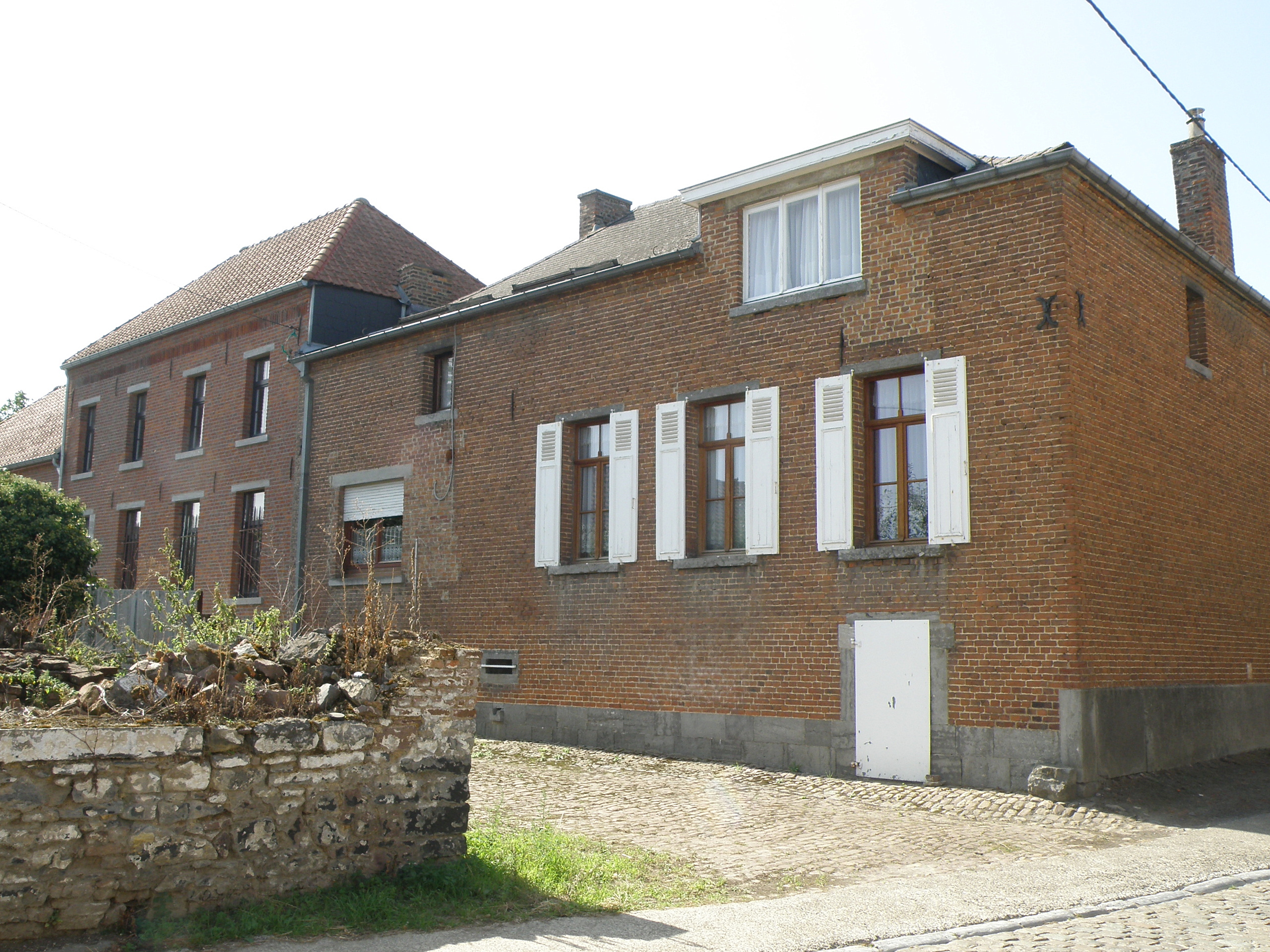
Ferme rue des Juifs no 4.
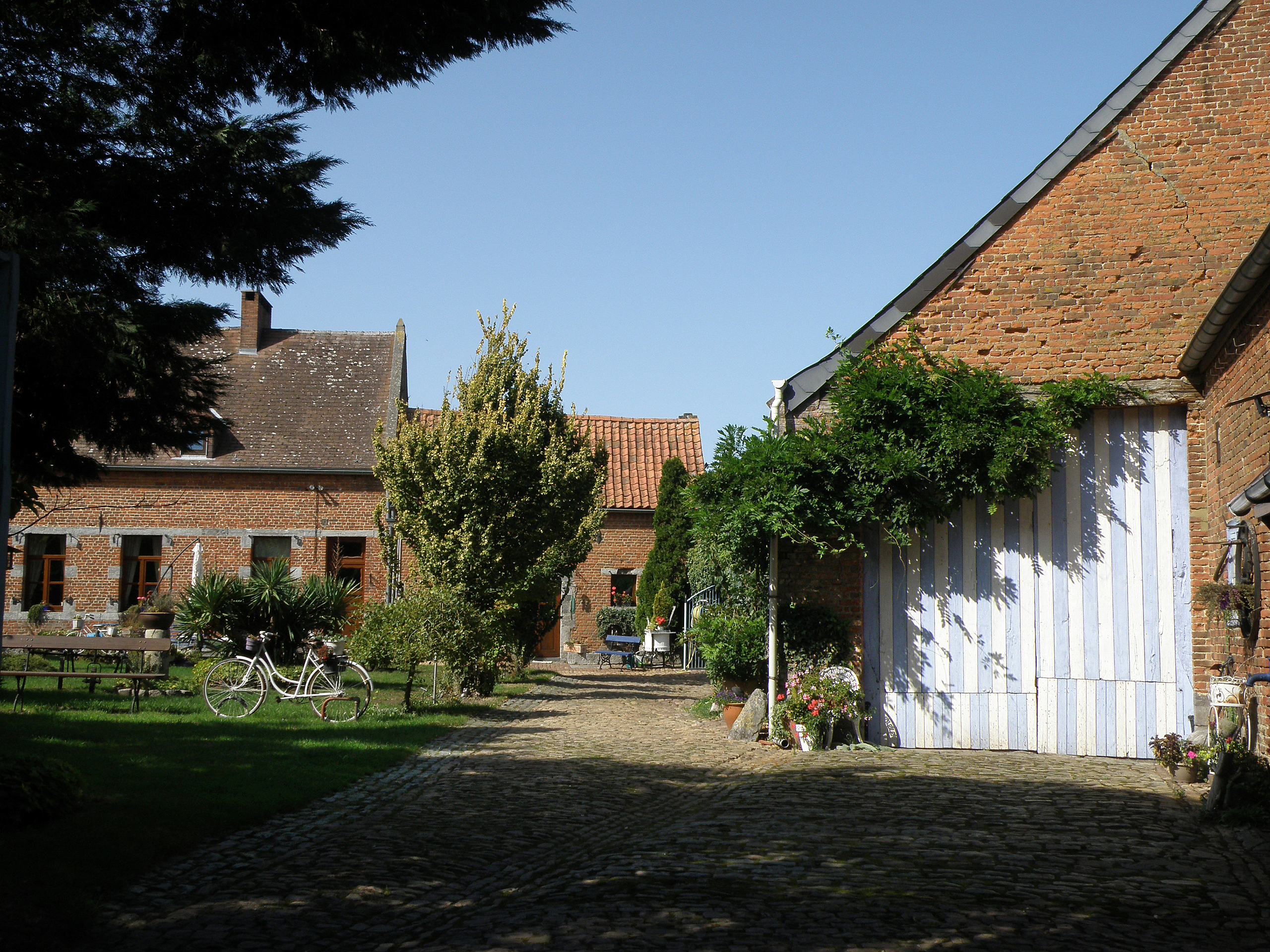
Ferme traditionnelle rue des Juifs no 27 : corps de logis et grange.

Dans le domaine de l’architecture civile méritent mention :
- La demeure bourgeoise de tradition classique sise 33, rue Général Cochez, en retrait d’un jardinet. Bien que modifié, cet ample double corps de la 2e moitié du XVIIIe siècle, sous courte bâtière de tuiles, conserve à l’étage de petites baies de type tournaisien[13].
- L’ancien presbytère du no 8 de la rue des Jonquilles, érigé vers 1870 en retrait du square planté du chêne de la Liberté. Il s’agit d’une haute bâtisse teintée de style néo-gothique, en particulier par le contour des baies[14].
- L’ancienne petite école désaffectée située au 24-26 de la rue des Jonquilles et datée de 1865. Cet étroit et haut double corps en brique héberge la Maison du Parc naturel des Hauts-Pays[15].

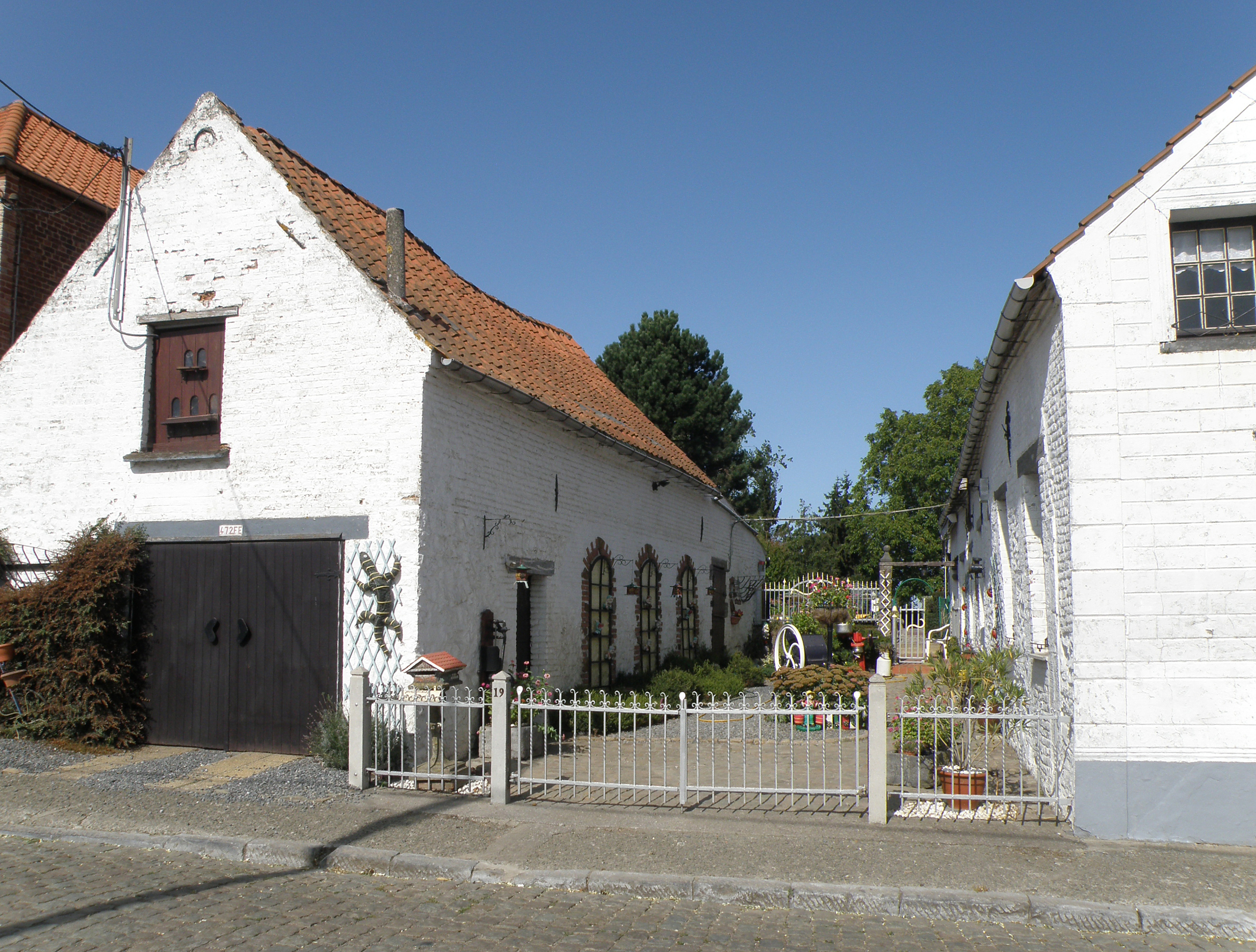
Ancienne ferme rue des Juifs no 19.
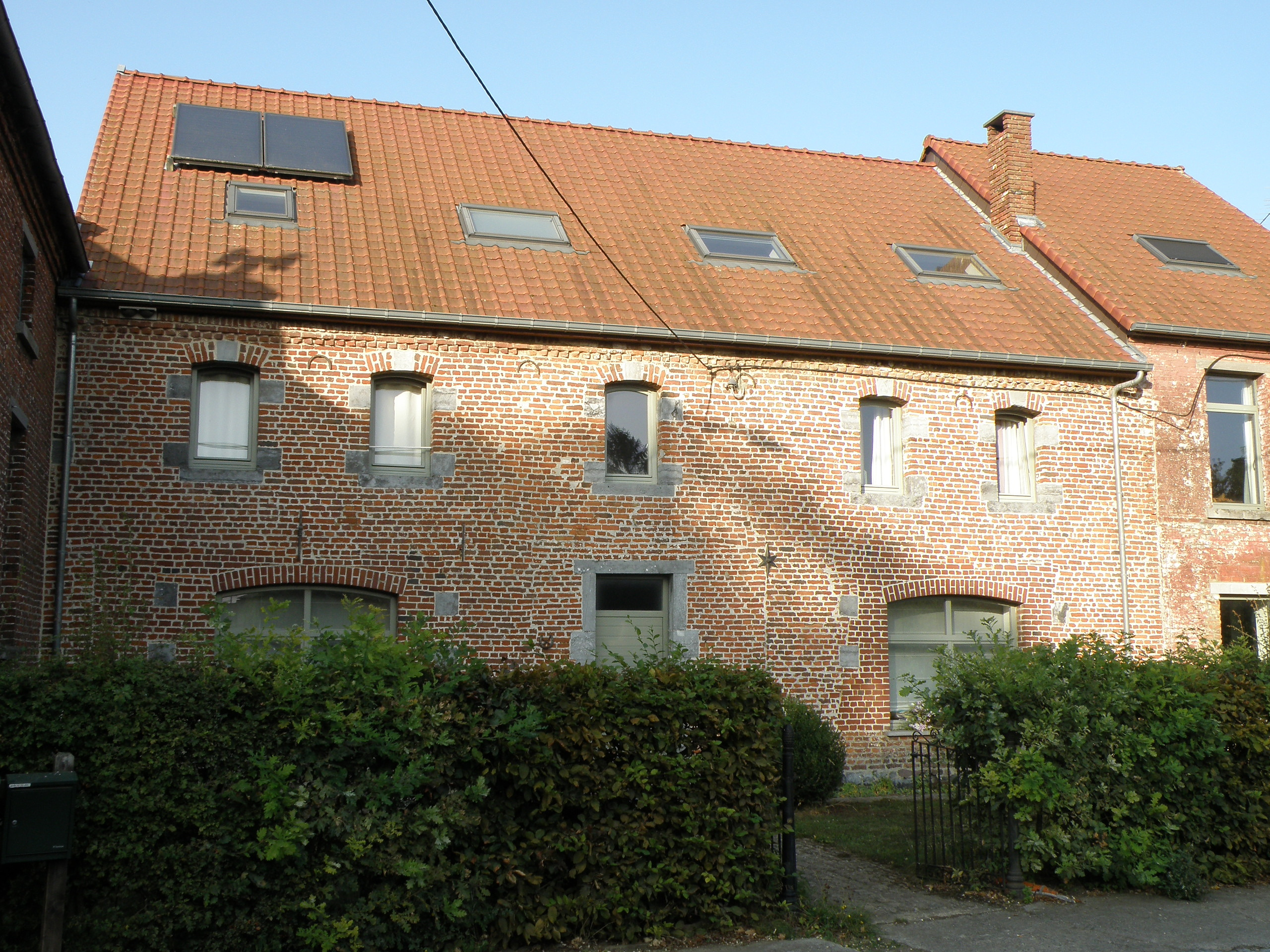
Maison bourgeoise rue Général Cochez no 33.
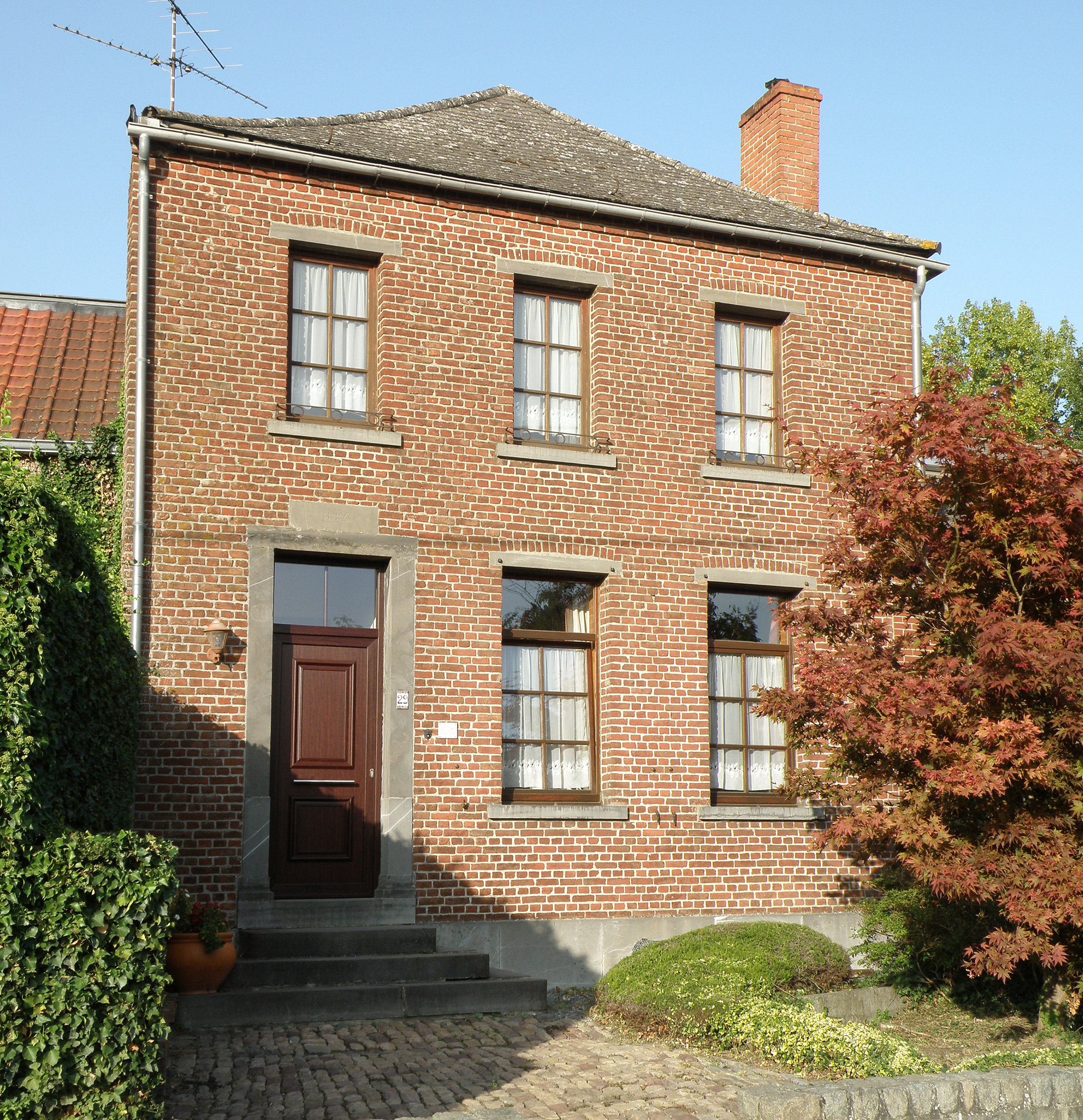
Demeure de notable rue Général Cochez no 29.
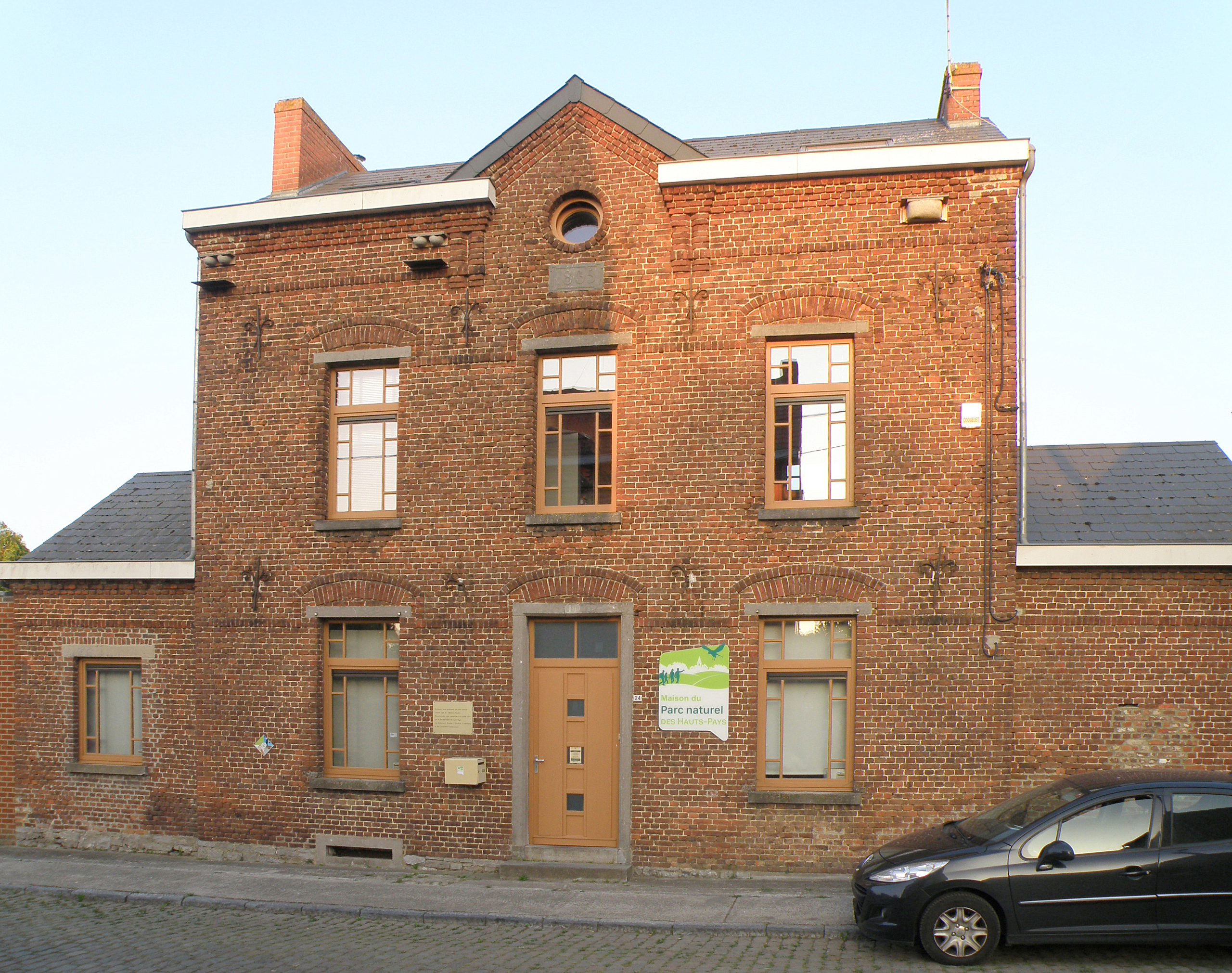
Ancienne école, rue des Jonquilles.
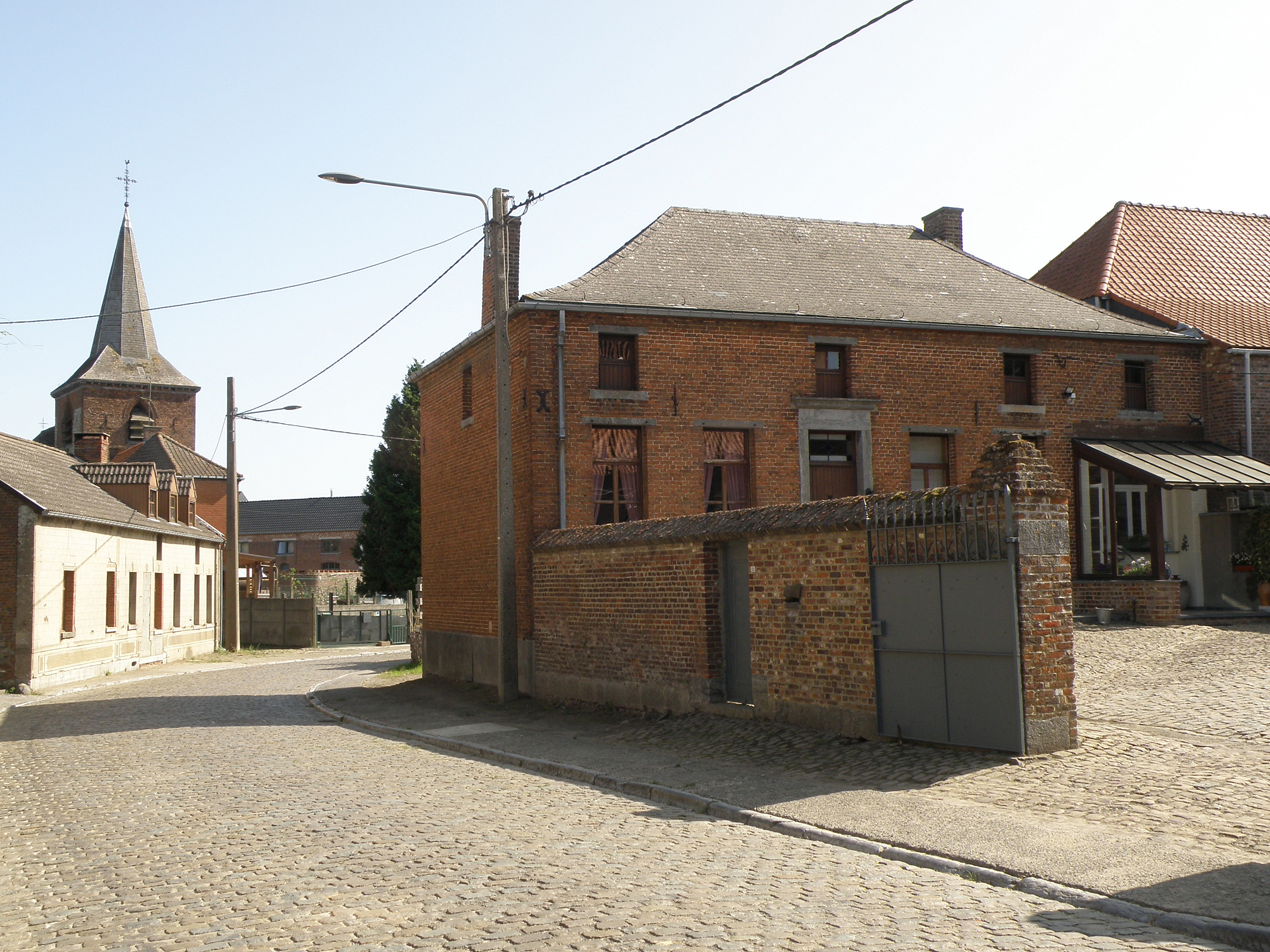
Rue des Juifs dans le centre du bourg, avec l’église Saint-Pierre au second plan.